# Farsinella predtetshenskyi
Farsinella predtetshenskyi is een rechtvleugelig insect uit de familie van de Dericorythidae. De wetenschappelijke naam van deze soort is voor het eerst geldig gepubliceerd in 1948 door Bey-Bienko.